# Sinosenecio homogyniphyllus
Sinosenecio homogyniphyllus là một loài thực vật có hoa trong họ Cúc. Loài này được (Cumm.) B.Nord. miêu tả khoa học đầu tiên năm 1978.